# Roberto Marson
Roberto Marson (Pasiano di Pordenone, 28 giugno 1944 – 7 novembre 2011) è stato uno schermidore italiano, atleta disabile, vincitore di 26 medaglie ai Giochi paralimpici, delle quali 16 d'oro.

## Biografia
Nel 1980 fu il primo presidente della prima federazione italiana di sport per disabili, la FISHa (Federazione Italiana Sport Handicappati) e rimase in carica fino al 1990. Nel settembre 2024 la compagnia di bandiera italiana ITA Airways gli dedica un Airbus A321neo.

## Carriera
Ha partecipato a quattro edizioni dei Giochi paralimpici estivi (dal 1964 al 1976) ottenendo ben 26 medaglie. Ai III Giochi paralimpici estivi del 1968 è stato premiato il miglior atleta dei giochi stessi Grazie a questi risultati è il quarto atleta più vincente ai giochi paralimpici estivi di tutti i tempi.

## Palmarès
| #      | Edizione                       |    |   |   | Totale |
| ------ | ------------------------------ | -- | - | - | ------ |
| 1      | Tokyo 1964 Giappone            | 3  | 4 | 1 | 8      |
| 2      | Tel Aviv 1968 Israele          | 10 | 2 | 1 | 13     |
| 3      | Heidelberg 1972 Germania Ovest | 3  | 1 | 0 | 4      |
| 4      | Montreal 1976 Canada           | 0  | 0 | 1 | 1      |
| Totale | Totale                         | 16 | 7 | 3 | 26     |

## Riconoscimenti
- Nel maggio 2015, una targa a lui dedicata fu inserita nella Walk of Fame dello sport italiano a Roma, riservata agli ex-atleti italiani che si sono distinti in campo internazionale.[5][6]

- Nel 2012 è stato inserito nella Paralympic Hall of Fame.